# François Guézou
 (mars 2017).
Si vous disposez d'ouvrages ou d'articles de référence ou si vous connaissez des sites web de qualité traitant du thème abordé ici, merci de compléter l'article en donnant les références utiles à sa vérifiabilité et en les liant à la section « Notes et références ».
Le Père François Guézou est un prêtre et missionnaire salésien français, né le 7 avril 1924, à Yvias, dans les Côtes-du-Nord, en Bretagne et mort le 29 janvier 2009. 
Il a réalisé un important travail, durant l'essentiel de sa vie, avec l'aide d'une association humanitaire française et de nombreux bénévoles, comme son ami, Léon Duhayon, industriel à Roubaix, pour améliorer la vie des plus démunis et assurer un avenir aux enfants, à leurs familles et aux intouchables, sur les collines du Yelagiri, dans l’État du Tamil Nadu en Inde du Sud. 

## Biographie
François Guézou naît le 7 avril 1924, à Yvias, dans les Côtes-du-Nord, en Bretagne, dans une famille catholique, croyante et pratiquante. Dès l'âge de sept ans, après s'être remis d'une grave maladie alors qu’un médecin le pensait en phase terminale, il exprime son désir de partir en Inde en disant à sa mère : « Ne t'inquiète pas maman, je ne peux pas mourir, je ne suis pas encore allé en Inde ». 
En 1952, il quitte la France pour devenir missionnaire en Inde du Sud où il est ordonné prêtre salésien le 1er août 1953. Il choisit pour son ordination la parole d'évangile : « Que tous soient un ». 
Durant trois ans, il est responsable des novices au Noviciat de Yercaud, puis il est envoyé à Cochin dans le Kérala (Sud Ouest de l'Inde) où il fonde la première maison salésienne et ouvre un centre d'accueil pour les jeunes de la rue. 
Au bout de sept années, Monseigneur Mathias, archevêque de Madras, l’envoie dans l’État du Tamil Nadu. Le Père Guézou y arrive le 31 décembre 1962. Il cherche à s’installer sur les Collines du Yelagiri, mais se heurte à l'hostilité d'une partie de la population extrémistes hindous qui veut faire du Yelagiri une montagne sacrée. Ignorant le dialecte local, souvent affamé, le Père Guézou va à la rencontre des habitants. En 1963, il achète un petit terrain et y construit une hutte. Mais à cause des menaces de mort, des agressions, des coups de feu et des bêtes sauvages, il s'enfuit et rejoint Monseigneur Mathias, qui le renvoie au Yelagiri en disant : « Splendide. Commencer une mission par un martyr ! Je vous y renvoie ».
Le Père Guézou obéit et revient sur le Yelagiri où il ne ménage pas sa peine. Peu à peu, il gagne la confiance des habitants. Refusant tout prosélytisme, il mettra ses dons de sourcier et de bâtisseur au service de la population indienne, qui finira par l'adopter définitivement. 
Il commence alors un important travail en direction des plus démunis, plus particulièrement auprès des enfants, des intouchables et des sans-caste. 
Durant les années 1964-1965, l'Inde connaît une terrible période de sécheresse et de famine. Le Père Guézou vient chercher de l'aide en France. Il reçoit le soutien d'un de ses amis, Léon Duhayon, industriel à Roubaix, qui, en 1964, n’hésite pas à gager sa propre maison pour envoyer un cargo avec 500 tonnes de riz à bord pour nourrir les Indiens les plus démunis. 
Léon Duhayon continuera de soutenir moralement, matériellement et financièrement les actions du Père Guézou durant de nombreuses années, en créant une association destinée à faire connaître et soutenir son œuvre en France et en Inde.
Le Père Guézou scolarisera un maximum d’enfants, ouvrira des écoles, creusera des puits, favorisera la formation à l’informatique, son action sera génératrice d’emplois. Enfin, il développera la prise en charge et l’amélioration du sort des lépreux.
Sa notoriété est considérable en France, mais surtout en Inde, où l’État indien lui a décerné une haute récompense le 19 janvier 1995 à New Delhi, reconnaissant ainsi la valeur de son action.
Léon Duhayon, son ami et soutien de toujours, est décédé en avril 1999 à Roubaix.
Le Père François Guézou est décédé le 29 janvier 2009.
Son association humanitaire perdure après sa disparition, grâce à ses bénévoles, et est toujours très active en France et dans le Sud de Inde. 